# Valentin Joukovski
Pour les articles homonymes, voir Joukovski.
Valentin Alexeïevitch Joukovski (Валенти́н Алексе́евич Жуко́вский), né le 24 avril (6 mai) 1858 à Voronej et mort le 4 (17) avril 1918 à Petrograd, est un orientaliste et iranologue russe. Il était membre-correspondant de l'académie des sciences de Saint-Pétersbourg (devenue académie des sciences de Russie en 1917) (1899) et professeur à l'université impériale de Saint-Pétersbourg (1889).
Joukovski est l'auteur de nombreux travaux dans le domaine de la langue et de la littérature persanes, ainsi que le folklore, l'ethnographie et l'histoire de l'Iran. 

## Biographie

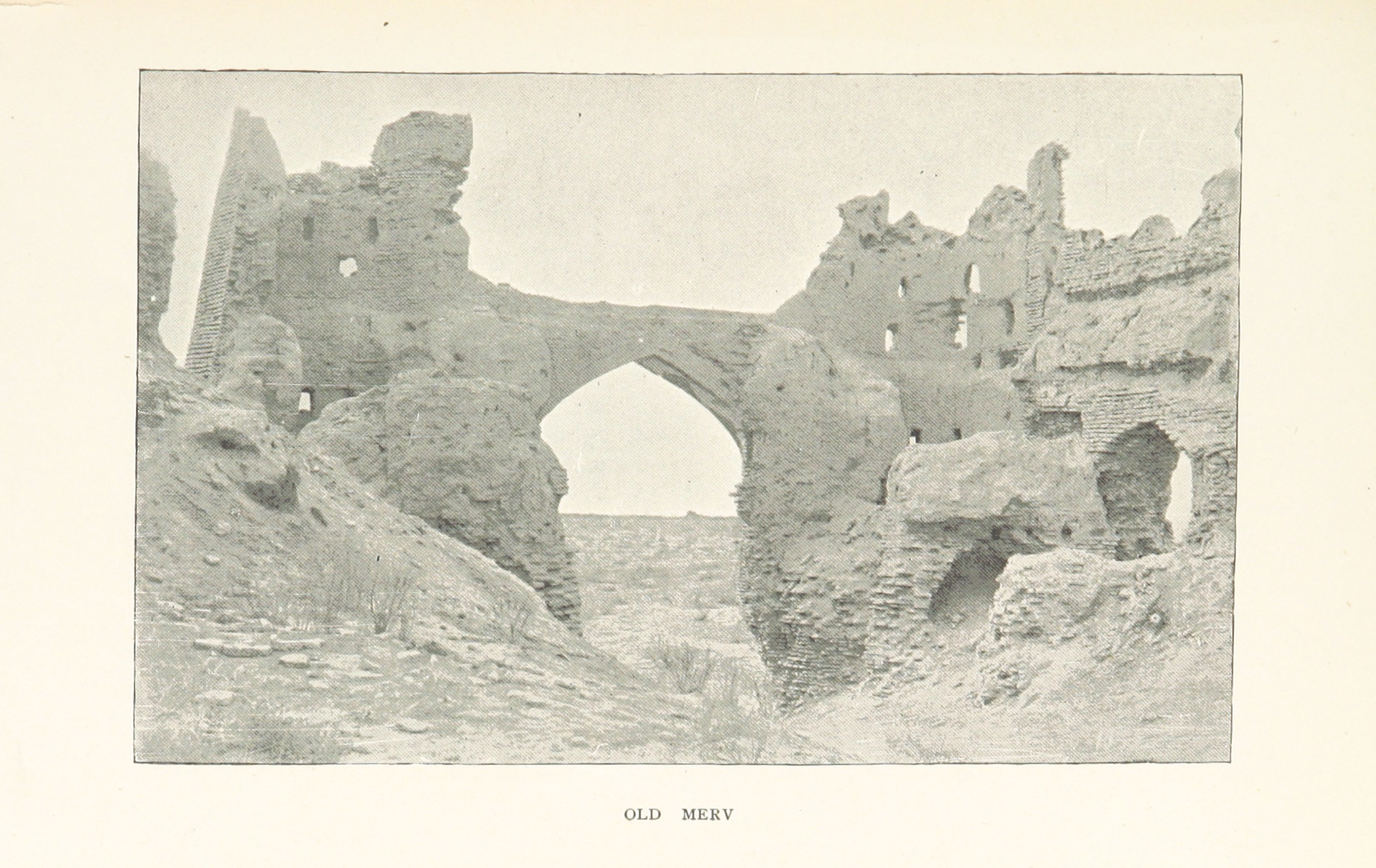
Ruines de Merv.

Il termine en 1883 la faculté de langues orientales de l'université de Saint-Pétersbourg avec le grade de magister, grâce à sa thèse intitulée Ali Aouhadeddin Enveri. Matériaux pour sa biographie et ses caractéristiques, puis passe son doctorat en 1888 après avoir défendu sa thèse intitulée Matériaux pour l'apprentissage des dialectes persans. Ire partie. Les dialectes des environs de la ville de Kachan, de Vonichoun, Kokhroud, Kaché, Zéfré.Il effectue trois expéditions en Perse, en 1883, 1886 et 1899.
Il est professeur à la chaire de littérature persane de la faculté orientale de l'université de Saint-Pétersbourg. En 1890, il est envoyé par la commission archéologique impériale en Transcaspienne. Il en rapporte Les Antiquités de la Transcaspienne. Les ruines de l'ancienne Merv qui paraît dans Matériaux à propos de l'archéologie en Russie, no 16, en 1894. Il y retourne en 1896. Il fait paraître de nombreux articles dans Les Billets du département oriental de la Société archéologique, dans Le Journal du ministère de l'instruction publique, ou bien dans Antiquité vivante et d'autres périodiques.
Son ouvrage intitulé Grammaire et littérature persanes, chrestomathie avec des commentaires et quatre annexes, paru en 1889 est traduit en allemand sous le nom de Persische Grammatik mit Literatur, Chrestomathie und Glossar, 4 Aufl. Il publie également une Courte grammaire du nouveau-persan en 1890, des Exemples du folklore persan en 1902, et plusieurs ouvrages et articles sur les diverses sectes musulmanes et les ordres de derviches en Perse.
Il s'intéresse de près à la mystique persane, notamment au soufisme auquel il consacre une conférence en 1895 à Saint-Pétersbourg: L'Homme et la connaissance des mystiques persans qui fait date à l'époque, car elle est à la base du renouveau de l'étude du soufisme en Russie, après trois siècles d'interruption depuis la publication en 1722 du livre du prince Cantemir «Книга Систима, или Состояние мухаммеданския религии» (Le Livre du Système ou l'état de la religion mahométane).